# Cot Pupumeuidong
Cot Pupumeuidong är en kulle i Indonesien.   Den ligger i provinsen Aceh, i den västra delen av landet, 1 700 km nordväst om huvudstaden Jakarta. Toppen på Cot Pupumeuidong är 217 meter över havet.
Terrängen runt Cot Pupumeuidong är platt norrut, men söderut är den kuperad.Runt Cot Pupumeuidong är det tätbefolkat, med 276 invånare per kvadratkilometer. Närmaste större samhälle är Lhokseumawe, 17,1 km nordost om Cot Pupumeuidong. I omgivningarna runt Cot Pupumeuidong växer i huvudsak städsegrön lövskog.